# Юзлаг
Юзла́г (Юго-западный исправи́тельно-трудово́й ла́герь) — лагерное подразделение, действовавшее в структуре Дальстрой.

## История
Юзлаг был организован в 1949 году. Управление Юзлага размещалось в посёлке Сеймчан (Магаданская область). В оперативном командовании Юзлаг подчинялся первоначально Главному управлению исправительно-трудовых лагерей Дальстрой, а позднее — Управлению Северо-Восточных исправительно-трудовых лагерей Министерства юстиции СССР (УСВИТЛ МЮ) (позднее УСВИТЛ передан в систему Министерства внутренних дел).
Юзлаг прекратил своё существование в 1955 году.

## Производство
Основным видом производственной деятельности заключенных была добыча золота, олова, кобальта, горные работы, промышленное строительство.